# Audi 100 I
Cet article concerne la première génération de l’Audi 100. Pour des informations générales sur l’Audi 100, consultez Audi 100.
 (janvier 2022).
Si vous disposez d'ouvrages ou d'articles de référence ou si vous connaissez des sites web de qualité traitant du thème abordé ici, merci de compléter l'article en donnant les références utiles à sa vérifiabilité et en les liant à la section « Notes et références ».
L'Audi 100 C1 (type F104 ou F105 pour le Coupé) est une voiture de tourisme de la catégorie grande routière d'Auto Union GmbH (Audi NSU Auto Union AG à partir de 1969).
Le véhicule avec un quatre cylindres en ligne installé longitudinalement et une traction avant a été construit en tant que berline quatre portes à partir d'octobre 1968, la version deux portes a suivi en octobre 1969. La production de l'Audi 100 Coupé S, présentée en septembre 1969, débuta en juillet 1970.
Après un peu plus de 800 000 exemplaires produits, la C1 a été remplacée en 1976 par la toute nouvelle Audi 100 C2.

## Historique du modèle

### Général

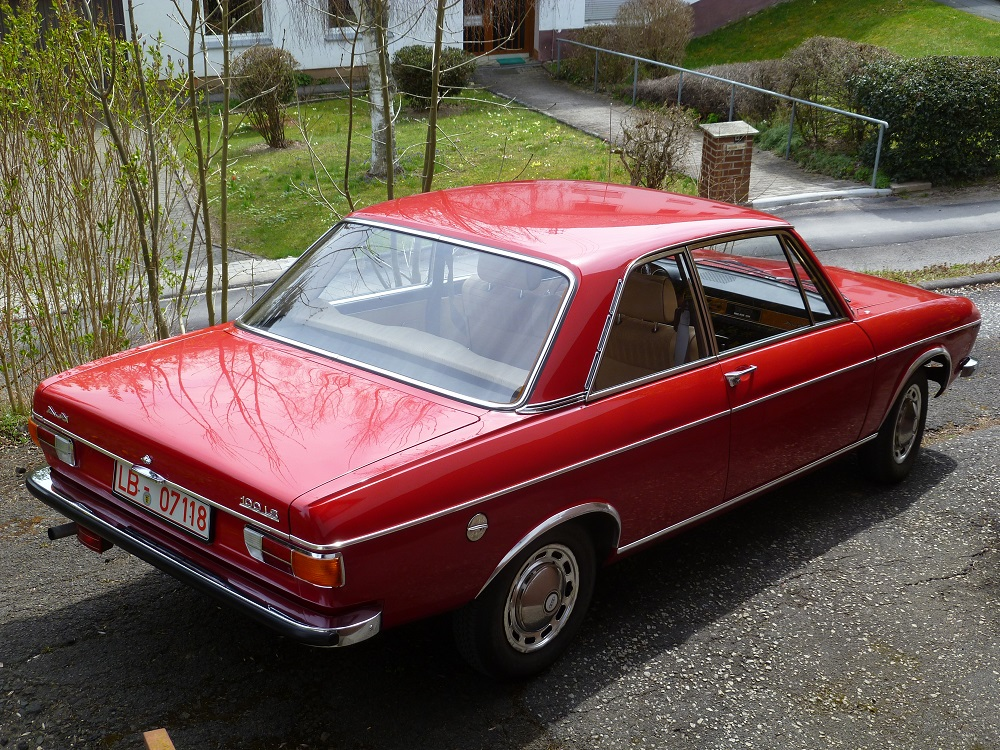
Audi 100 LS deux portes (1969–71)

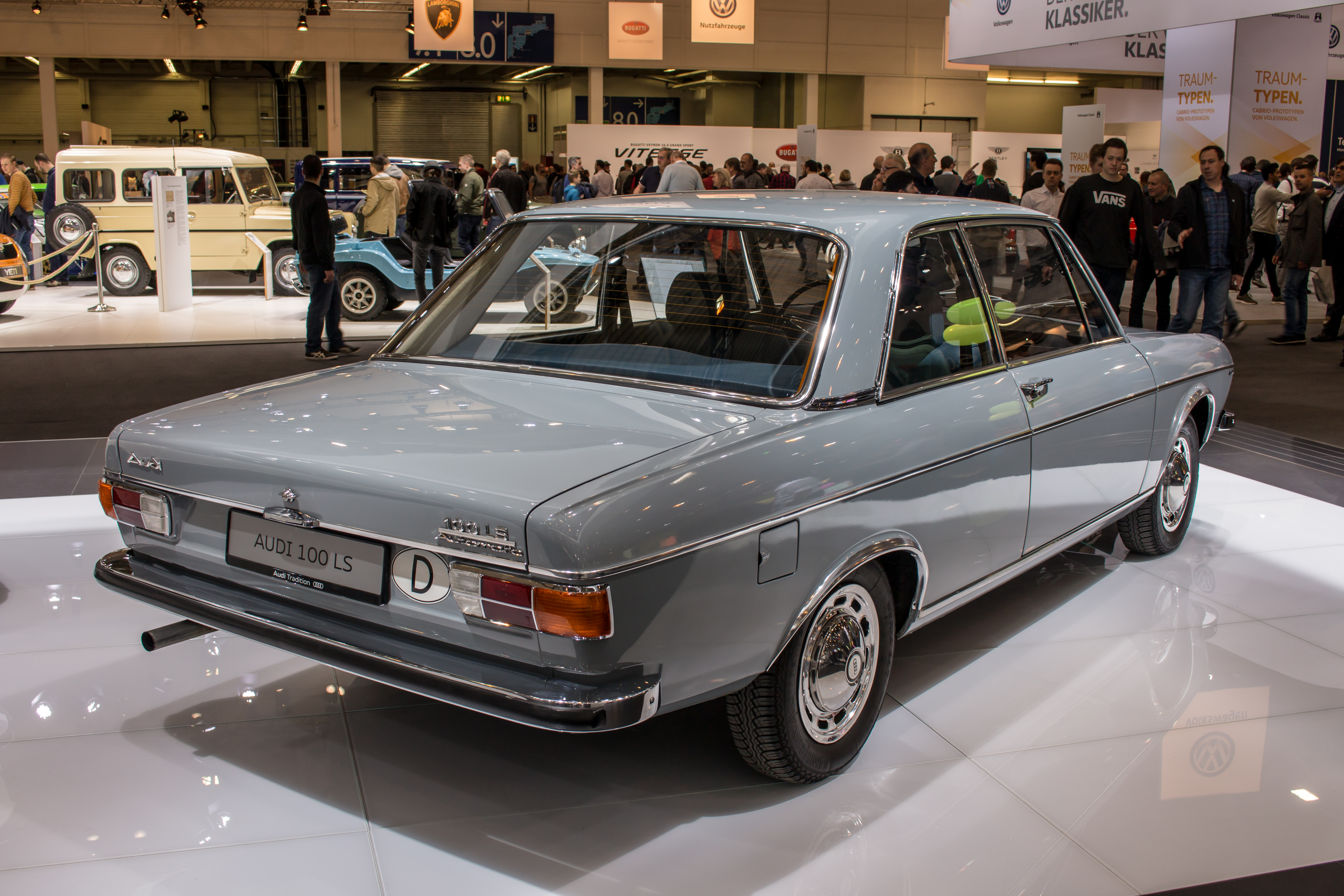
Audi 100 LS deux portes (1971–1973)

La genèse de cette voiture est considérée comme inhabituelle. Pour l'essentiel, les responsables de Volkswagen, à Wolfsburg, pensaient qu'avec la filiale de Daimler-Benz Auto Union menacée de faillite au milieu des années 1960, ils avaient acquis une autre usine d'assemblage à Ingolstadt pour la Volkswagen Coccinelle, qui se vendait toujours bien. À Ingolstadt, les capacités libres ont été remplies avec l'assemblage de la Volkswagen Coccinelle. La DKW F 102, se vendant très bien, a été révisée et équipée d'un moteur à quatre temps. Avec cette voiture, connue en interne sous le nom de «Audi F103», la marque Auto Union Audi est née. Le président du conseil d'administration, Heinrich Nordhoff, a décrété qu'aucun nouveau modèle ne devrait être développé à Ingolstadt.
Ludwig Kraus, qui a travaillé chez Daimler-Benz jusqu'en 1963, ne croyait pas à l'avenir de la Volkswagen Coccinelle et il a développé chez Auto Union un nouveau modèle sous le nom d'Audi 100 chez, à l'insu du conseil d'administration de Volkswagen et surtout après le travail. Jusqu'à ce que la voiture terminée soit finalement été présentée à Nordhoff. Avec l'Audi 100, une carrosserie calculée par ordinateur a été développée pour la première fois pour la création d'un véhicule de série en utilisant la méthode des éléments finis. Le plan était de produire une édition unique de 100 000 véhicules, mais la demande était si forte que 827 474 véhicules avaient été produits à la fin de la production.
Le développement secret de ce modèle a finalement été la raison pour laquelle Audi a été retenue en tant que marque indépendante. Les véhicules modernes et faciles à vendre d'Audi ont sauvé Volkswagenwerk AG, qui était aux prises avec des problèmes de vente, au début des années 1970. La Volkswagen Coccinelle et ses dérivés, les Volkswagen Type 4 : 411, 412, à moteur arrière refroidi par air étaient techniquement mis à l'écart et la faillite n'a été évité qu'en recourant aux développements de la filiale du groupe Audi NSU capables de convertir, en peu de temps, les offres de Volkswagen (VW K70 en 1970 et Audi 80 en 1972, vendue sous le nom de Volkswagen Passat à partir de 1973) en modèles modernes avec moteurs avant refroidis par eau et traction avant.
En 1971, la production de l'Audi 100 a été délocalisée à Neckarsulm dans l'ancienne usine de NSU.
Le prix de l'Audi 100 de première génération était assez inhabituel : depuis son lancement en octobre 1969 jusqu'à janvier 1972, la berline deux portes était tout aussi chère que la berline quatre portes. Parfois, les auteurs contemporains notaient que « la berline deux portes ressemble déjà à un élégant coupé » ; l'effort de conception du modèle deux portes, avec des portes particulièrement grandes et de grands panneaux latéraux arrière, était également exceptionnellement élevé, ce qui pourrait expliquer la politique de prix.

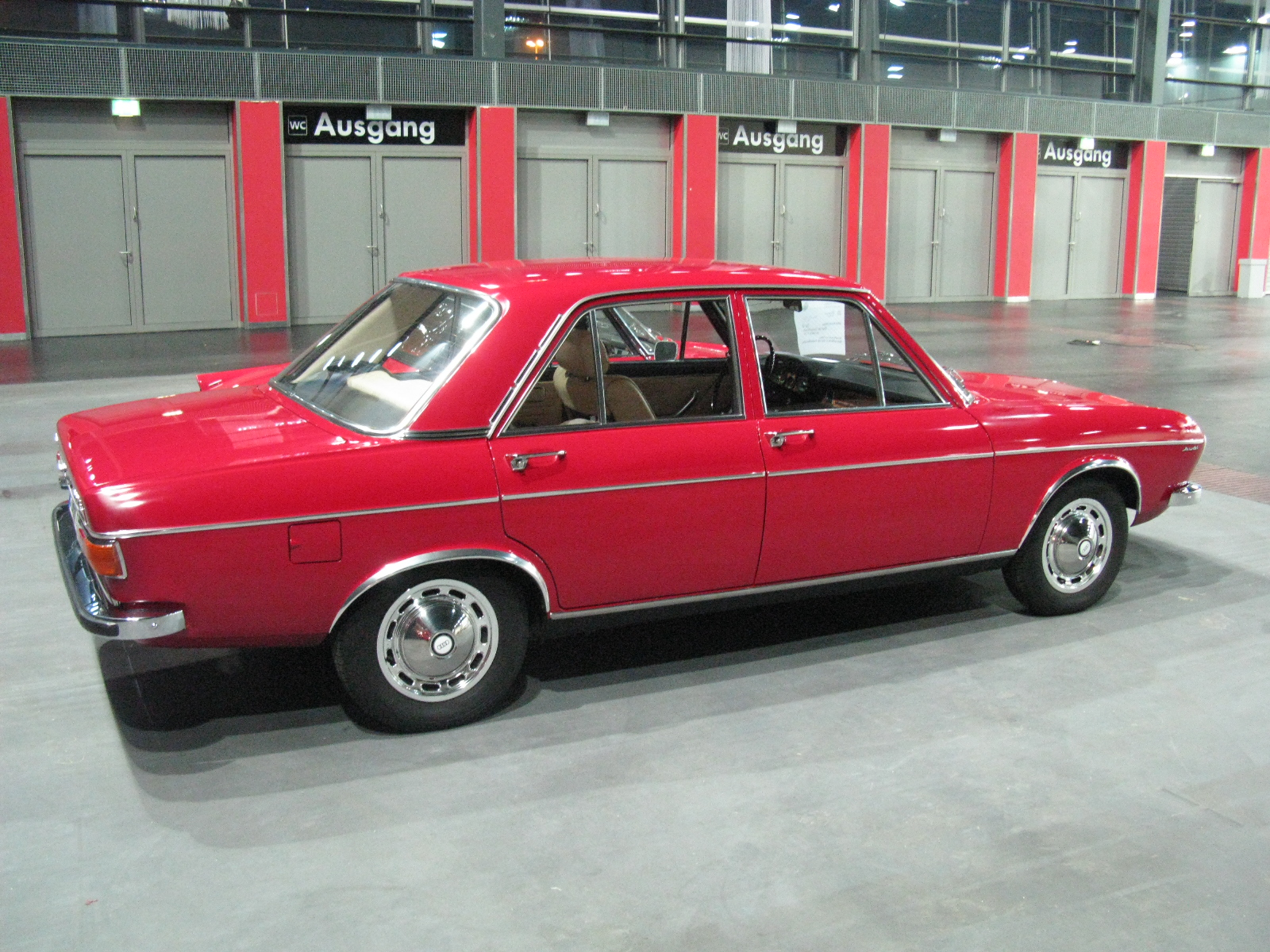
Audi 100 LS quatre portes (1971–1973)
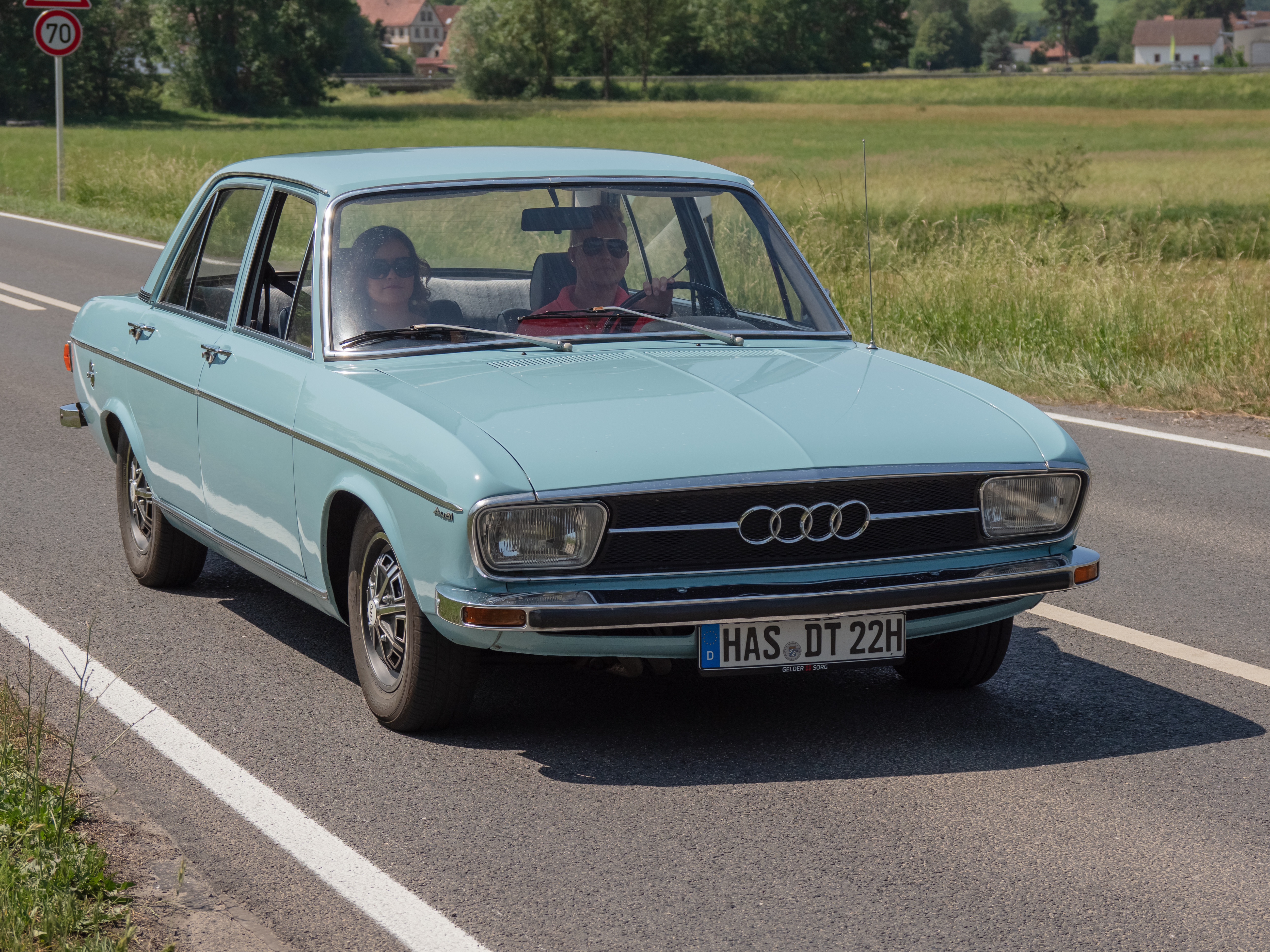
Audi 100 (1970–1973)
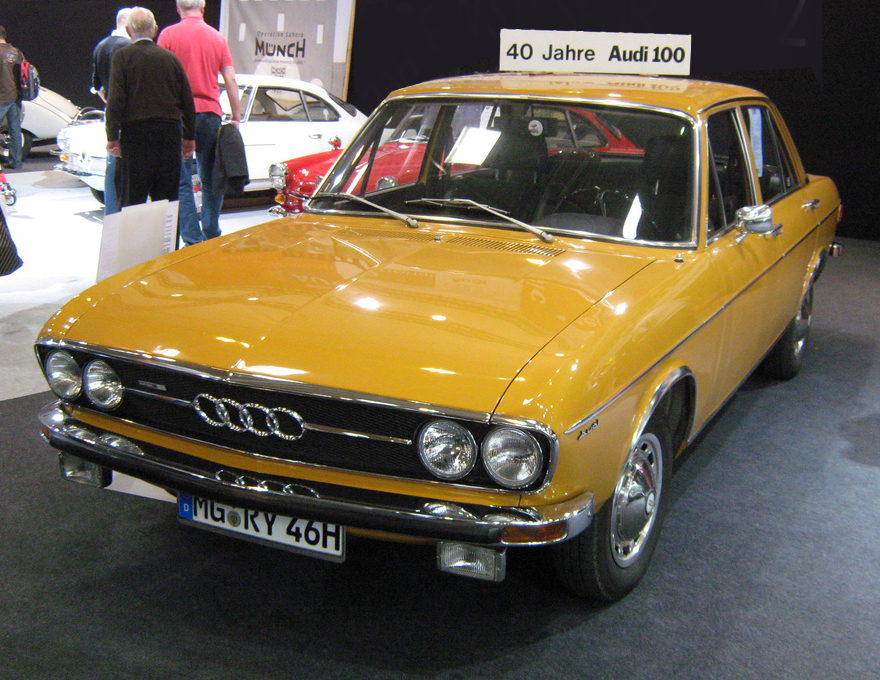
Audi 100 GL (1971–1973)

### Technologie
La carrosserie, soudée au plancher du cadre, était stylistiquement similaire à celle de l'Audi F103, mais considérablement plus grande. En principe, le châssis de la F103 a été conservé, mais au lieu d'une suspension à barre de torsion, la 100 a reçu des ressorts hélicoïdaux hauts avec des amortisseurs télescopiques concentriques (unité ressort-amortisseur) avec barre antiroulis sur l'essieu avant. Cela a permis d'abaisser l'habitacle et d'améliorer le comportement de conduite. La suspension à barre de torsion a d'abord été conservée sur l'essieu arrière à manivelle de torsion, mais en 1973, il y a également eu un passage à une unité ressort-amortisseur avec ressorts hélicoïdaux. La direction à crémaillère et les freins à double circuit avec disques à l'avant et tambours à l'arrière étaient d'autres caractéristiques du châssis.
Initialement, toutes les voitures étaient équipées de moteurs quatre cylindres de 1,8 l à 1,9 l de cylindrée. Ils étaient basés sur le «moteur à moyenne pression» de l'Audi F103, qui a été repris de Mercedes, une conception conventionnelle avec arbre à cames latéral, qui fonctionnait de manière fiable et économique, mais aussi rugueuse. En 1974, Audi a remplacé le plus faible des moteurs, celui de 1 760 cm3, par un moteur EA827 de 1 588 cm3 avec arbre à cames en tête de la nouvelle Audi 80.

### Lifting
Dès octobre 1969, onze mois après la présentation, l'Audi 100 LS a reçu un carburateur plus puissant en même temps que le début de la production de la berline deux portes, deux carburateurs ont également été installé dans la nouvelle Audi 100 Coupé S (type F105) à partir d'octobre 1970. À partir d'avril 1970, l'Audi 100 LS était disponible avec, en option, une transmission automatique à trois vitesses de Volkswagen pour un supplément de 1200 Deutsche Mark.
En août-septembre 1971 (pour l'année modèle 1972), toutes les berlines ont reçu un rabat sur le bouchon du réservoir de carburant dans la partie arrière droite et le programme de moteurs et d'équipements a été réorganisé. Le nouveau moteur de base était un moteur de 1,8 litre développant 85 ch (63 kW) à 5 100 tr/min avec un taux de compression de 8,5:1 avec de l'essence ordinaire. Moyennant un supplément, il pouvait être combiné avec la finition haut de gamme LS. Audi a remplacé le moteur à essence ordinaire de 80 ch (59 kW) à 5 000 tr/min avec un taux de compression de 9,1:1 de l'Audi 100 avec et le moteur à essence premium de 90 ch (66 kW) à 5 500 tr/min avec un taux de compression de 10,2:1 de l'Audi 100 S. Dans le moteur à essence premium de 100 PS (74 kW), toujours disponible avec 5 500 tr/min, de l'Audi 100 LS, la compression a été réduite pour un fonctionnement plus silencieux et plus fluide. Le nouveau modèle haut de gamme parmi les berlines était l'Audi 100 GL avec le même moteur de 1,9 litre que dans le 100 Coupé S; Cependant, en raison d'un taux de compression réduit (10,0:1 au lieu de 10,2:1), la puissance est passée de 115 PS (85 kW) à 5 500 tr/min à 112 PS (82 kW) à 5 800 tr/min. L'Audi 100 GL a reçu de série la calandre à double phares déjà familière sur le Coupé. Comme le Coupé, elle pouvait désormais être équipé de la transmission automatique à trois vitesses moyennant un supplément. De plus, moyennant un supplément de 725 Deutsche Mark, une direction assistée adaptée à la classe du véhicule était disponible pour la première fois pour tous les modèles.
En septembre 1973, l'ensemble de la gamme a subi plusieurs modifications pour l'année modèle 1974 : la partie avant a été redessinée, les ailes et le capot ont été rendus plus anguleux et tous les modèles ont reçu une calandre en plastique. Seuls des changements mineurs ont été apportés à l'arrière des berlines, le plus frappant étant les nouveaux feux arrière divisés horizontalement ; l'arrière du coupé est resté inchangé. La suspension arrière a également été modifiée : des unités ressort-amortisseur avec ressorts hélicoïdaux ont remplacé la tige de ressort transversale. De plus, tous les modèles étaient équipés de série d'un essuie-glace à intervalles et de ceintures de sécurité (ceintures automatiques avec appuie-tête sur la GL et le Coupé S). Mi-1971, un connecteur central pour le système de diagnostic VAG a été installé dans le compartiment moteur.
Les derniers changements majeurs ont été apportés à la gamme de modèles en août-septembre 1974 pour l'année modèle 1975 : Les freins à disque avant se trouvaient auparavant à l'intérieur de la boîte de vitesses/du différentiel, où ils pouvaient facilement devenir huileux ; Audi les a déplacés vers la position habituelle sur les roues. Cependant, leur diamètre a dû être réduit, passant de 280 (291 pour les modèles haut de gamme) à 257 millimètres. Les deux cercles du système de freinage hydraulique étaient divisés en diagonale au lieu d'un cercle avant et d'un cercle arrière. Toutes les versions ont également des jantes plus larges de la taille 5J × 14, qui étaient jusqu'alors réservées aux modèles de 1,9 litre. Dans le même temps, comme l'Audi 80, l'Audi 100 a reçu un rayon de frottement négatif. Étant donné que les nouveaux freins à disque avec étrier flottant nécessitaient plus d'espace, de nouveaux disques de roue plus volumineux avec des enjoliveurs plus petits étaient nécessaires. Pour l'année modèle 1975, les berlines ont également reçu des pare-chocs modifiés avec des capuchons en plastique noir sur les côtés.
Dans le même temps, Audi a remplacé le moteur de base : la version la plus faible du moteur OHV de 1,8 litre a été remplacée par le moteur EA-827 de 1,6 litre tout aussi puissant, comme c'était déjà le cas dans l'Audi 80; ici, il peut être combiné avec la finition de base, la L, et la finition de meilleure qualité, la LS. Cependant, il avait moins de couple, n'était guère plus économique en raison d'un niveau de vitesse plus élevé et n'était pas disponible avec une direction assistée.
Également dans l'année modèle 1975, le levier de vitesses sur le volant n'était plus disponible dans les modèles de 1,8 litre, il a été remplacé par un levier de vitesses au sol, qui jusqu'alors était payante.
En Europe, l'Audi 100 C1 a été remplacée par sa successeur, l'Audi 100 C2 (Type 43), à l'été 1976, alors que pour le marché nord-américain, la production s'est poursuivie jusqu'en mars 1977. Au total, 827 474 véhicules ont été construits, dont 30 687 Audi 100 Coupé S.

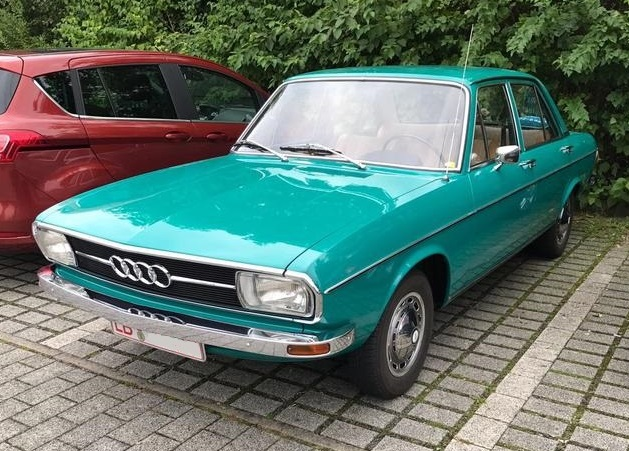
Audi 100 quatre portes (1973–1974)
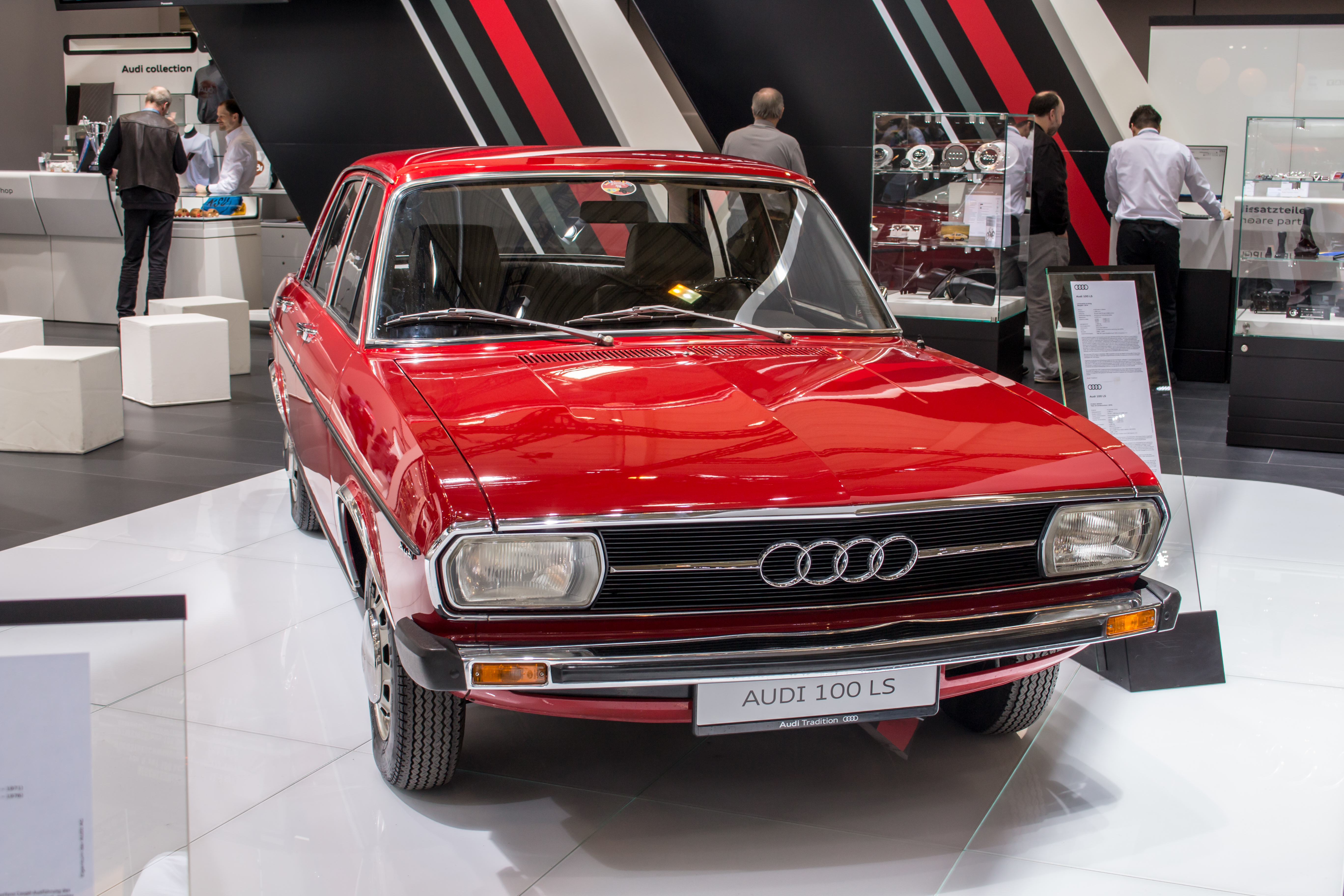
Audi 100 LS (1974–1976)
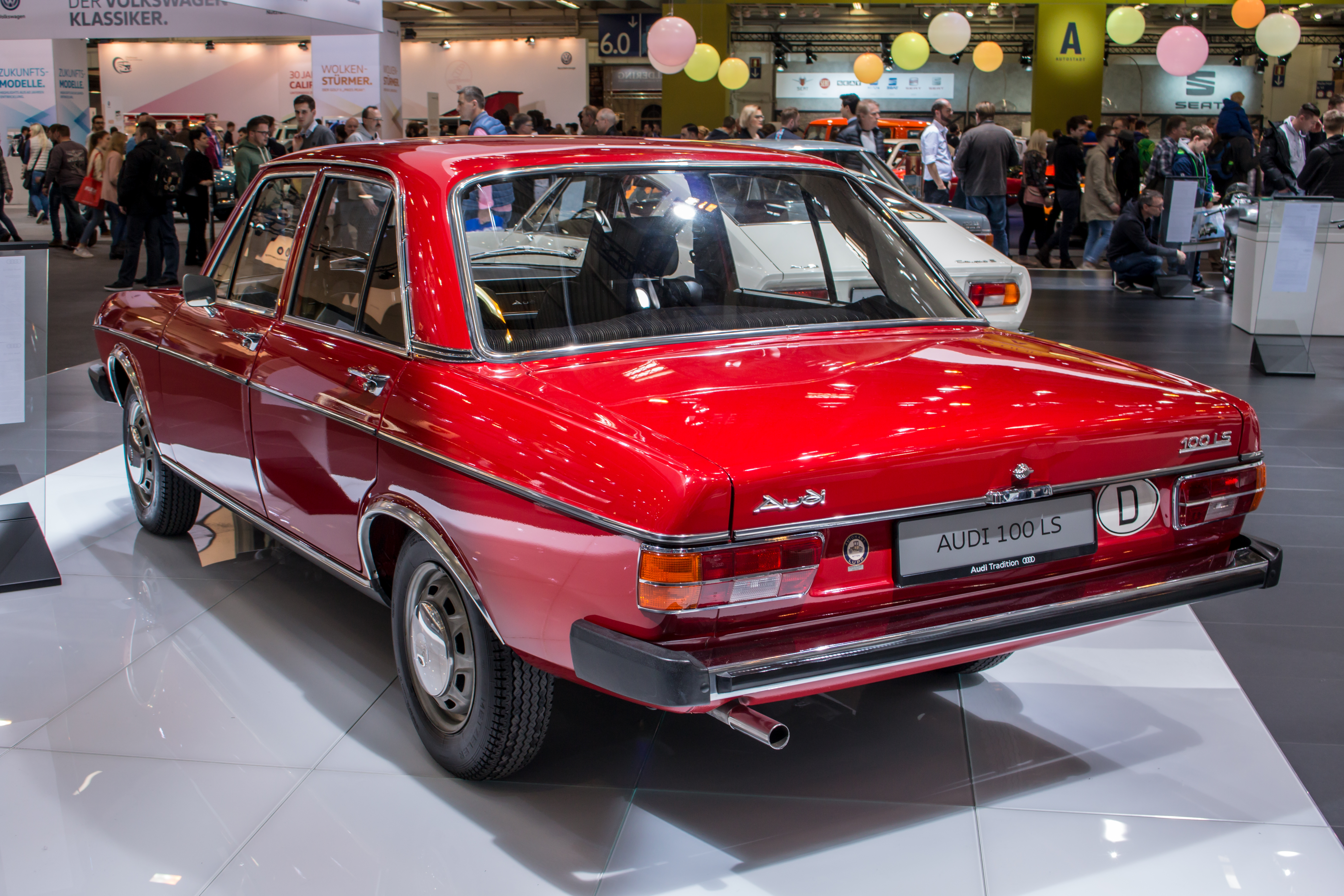
Audi 100 LS (1974–1976)
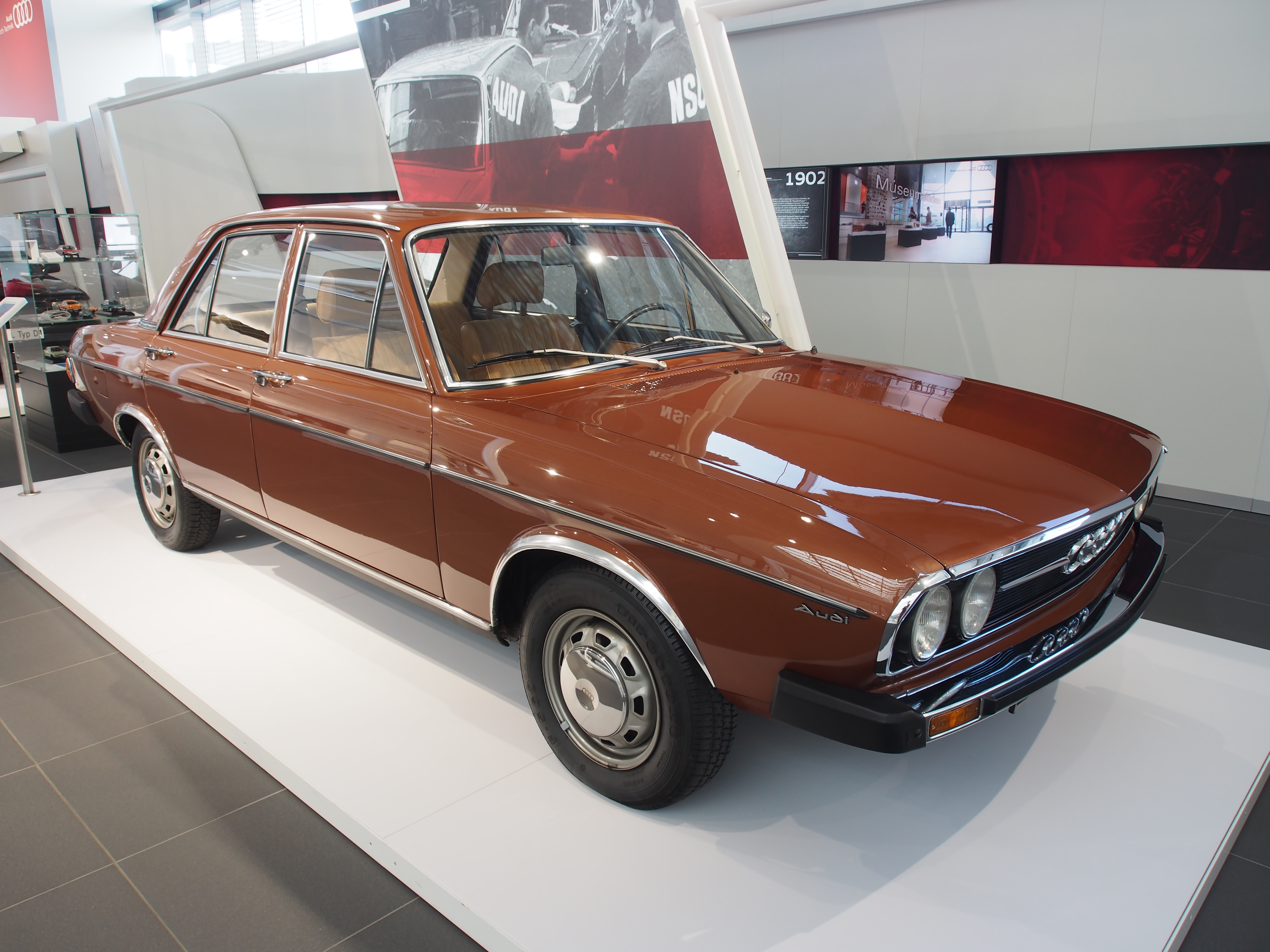
Audi 100 GL (1974–1976)
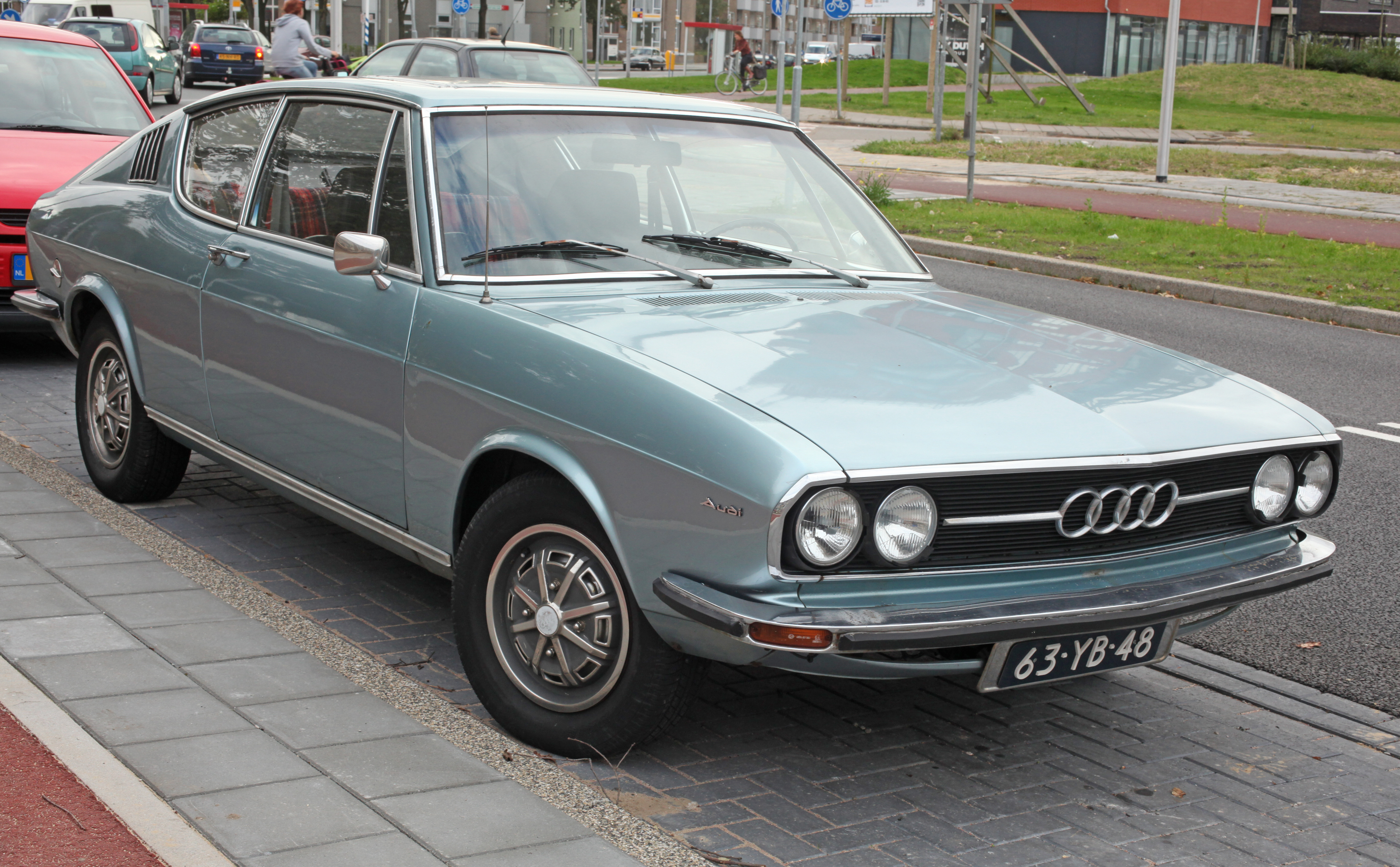
Audi 100 Coupé S (1973–1974)
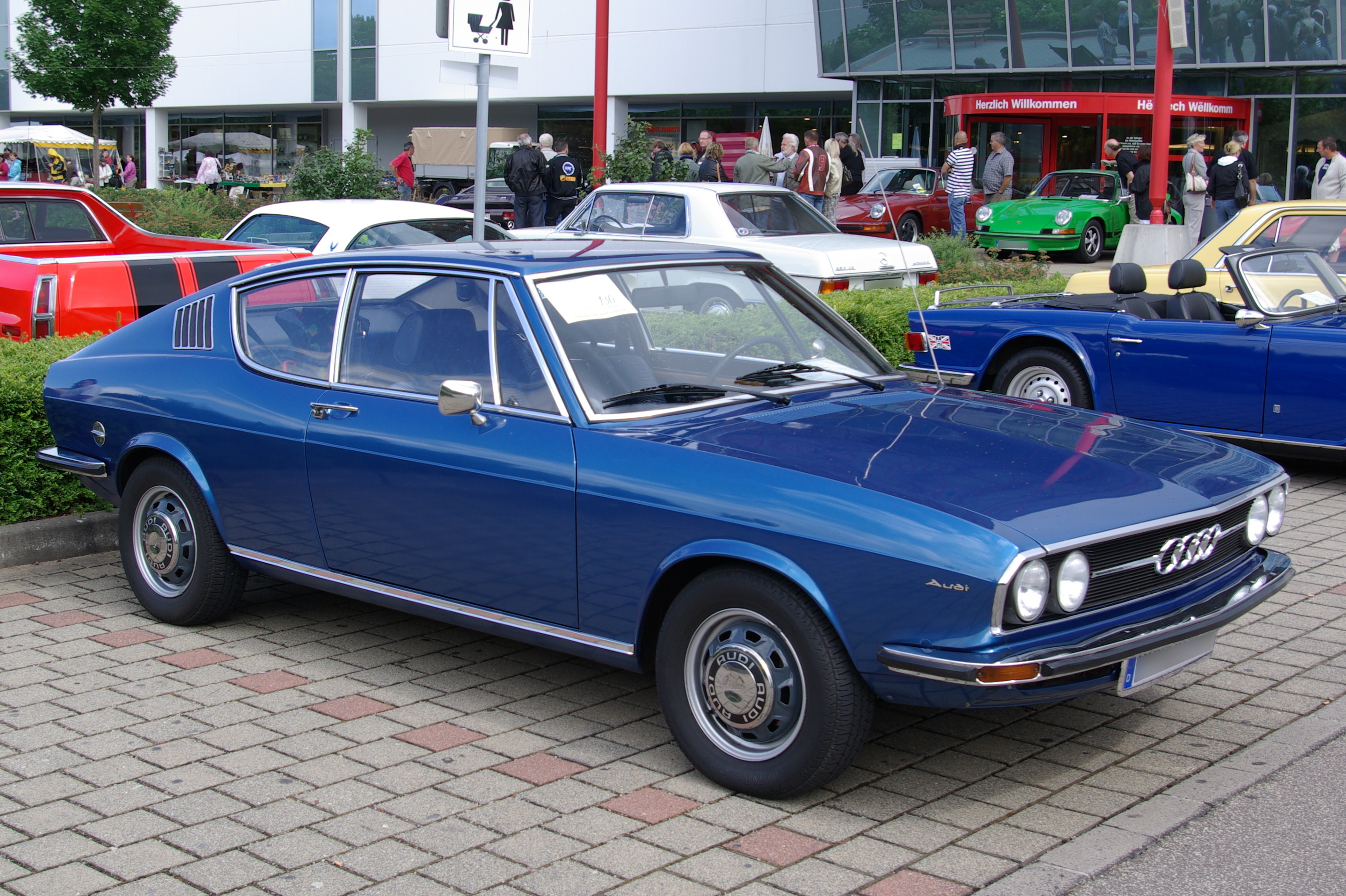
Audi 100 Coupé S (1974–1976)

### Audi 100 Coupé S
La version coupé de l'Audi 100 C1, comme la berline, revient à l'initiative de Ludwig Kraus, qui souhaitait un coupé dans la gamme Audi renouvelée. La conception de la carrosserie a été façonnée par le jeune Hartmut Warkuß, qui devint plus tard responsable du design chez Volkswagen dans les années 1990. Lors du développement de l'Audi 100 Coupé S, il a été décidé de ne pas trop s'écarter du design original donné par la berline. Les débuts de l'Audi 100 Coupé S ont eu lieu en septembre 1969 à l'IAA de Francfort, mais le véritable lancement sur le marché a eu lieu plus d'un an plus tard, c'est-à-dire en octobre 1970. Les montants arrière ont été entièrement repensés, avec une entrée d'air sur chaque montant arrière. L'arrière à également subit d'importants changements : la carrosserie est devenue un véritable coupé à hayon, dont les proportions sont similaires à celles du Fiat Dino Coupé, mais qui occupe un segment de marché plus haut de gamme. L'avant a reçu de nouveaux phares ronds divisés, une solution qui a été introduite pour la première fois sur le coupé et uniquement proposée sur demande pour la berline l'année suivante. La carrosserie a également été abaissée de 67 mm par rapport à la berline, rendant le pare-brise plus incliné et plus plat. D'un point de vue mécanique, il y a également eu quelques innovations, à commencer par l'empattement, qui a été raccourci de 115 mm, passant ainsi de 2 675 à 2 560 mm. Le porte-à-faux arrière a également été considérablement réduit, de sorte que la version coupé était au total 22,7 cm plus courte que la berline. La dimension du pneu est passée de 165 à 185 mm en section transversale, mais toujours avec des jantes d'un diamètre de 14 pouces. De plus, les freins à disque avant étaient désormais des modèles à ventilation interne et à 4 pistons. Le moteur de l'Audi 100 Coupé S était équipé d'un bloc de 1,9 litre issu du forage du moteur de 1,8 et 100 ch. En plus d'une augmentation de la cylindrée, ce moteur a également bénéficié d'une augmentation de la puissance maximale, passant à 115 ch. Initialement, il a été envisagé d'ajouter une variante de 100 ch à la gamme des coupés, mais Audi a finalement opté pour la variante la plus puissante.
L'intérieur de l'Audi 100 Coupé S avait l'air plus soigné que celui de la berline, il intègre donc également le tableau de bord en bois partiellement rembourré, les sièges avec appuie-tête et le volant sport à 4 branches, qui - exclusif à cette gamme - était aussi un peu réglable en hauteur (la déviation verticale de l'ajustement n'était que de 4 centimètres).
La première étape de l'évolution de l'Audi 100 Coupé S a eu lieu un an après son lancement sur le marché en octobre 1971, lorsque la voiture était également disponible avec une transmission automatique à 3 vitesses sur demande. Dans le même temps, le moteur de 1,9 litre recevait désormais un seul carburateur au lieu de deux, de sorte que la puissance tombait, bien que légèrement, à 112 ch. Ces mises à jour et tout ce qui a suivi sont allées de pair avec celles auxquelles la berline Audi 100 a été soumise, y compris les modifications de la carrosserie apportées en 1973 pour se conformer aux réglementations américaines sur les tests de collision, la refonte minutieuse de la même année et de l'année suivante ainsi que les mises à jour du châssis et du système de freinage.
La dernière Audi 100 Coupé S est sortie de la chaîne de production de Neckarsulm à l'été 1976 : un total de 30 687 coupés a été produit.

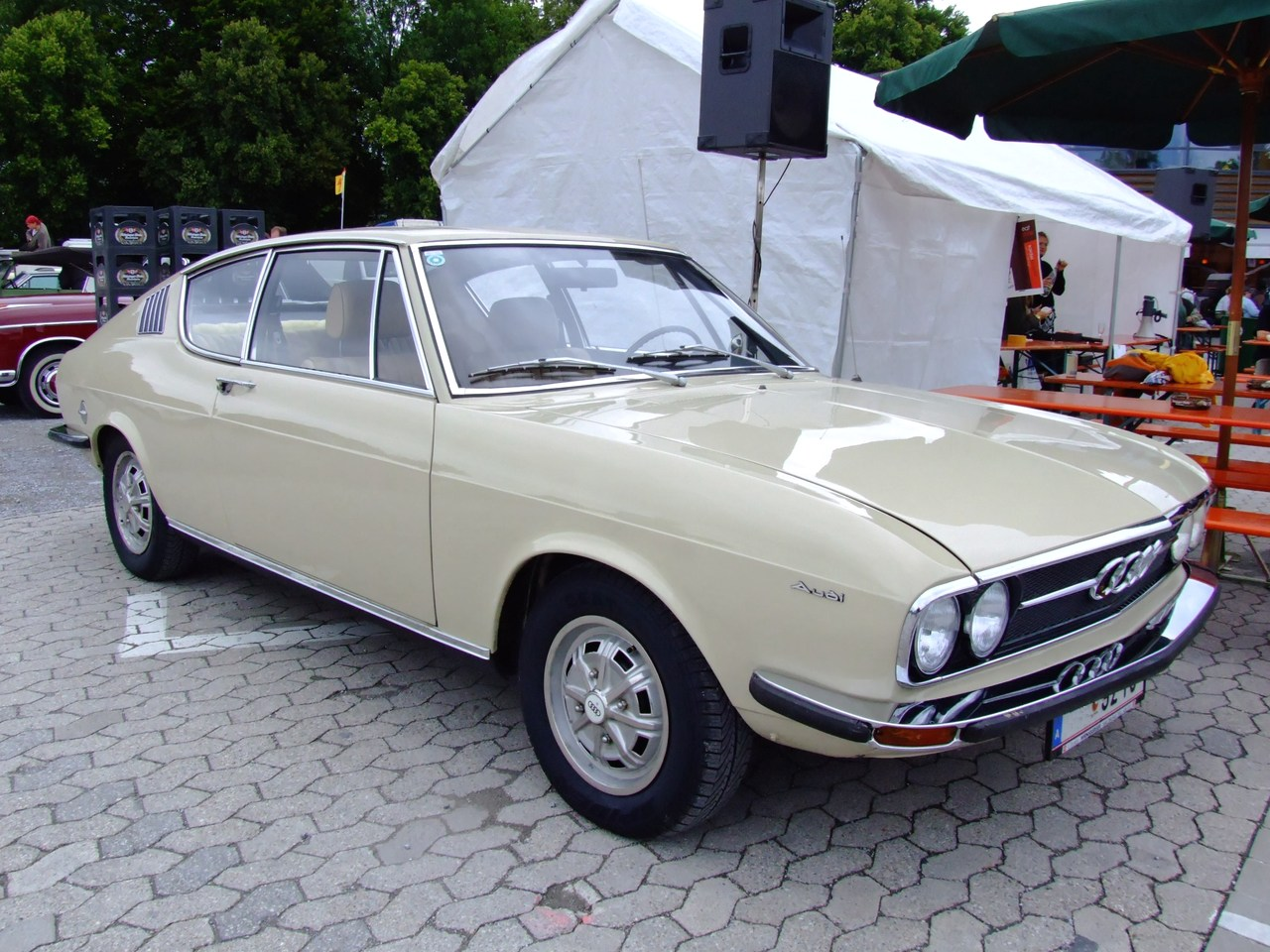
Audi 100 Coupé S (1970–1973)
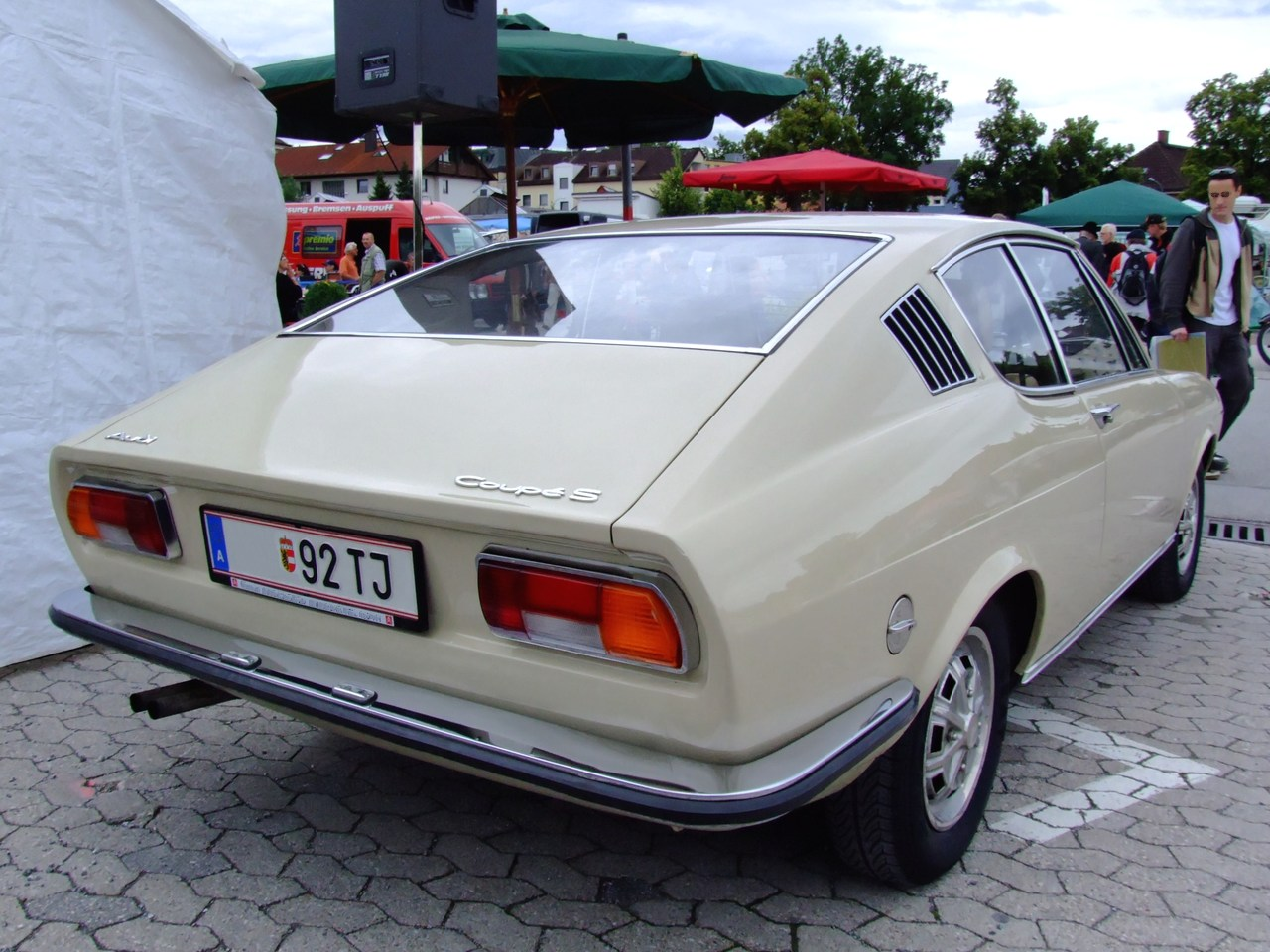
Vue arrière
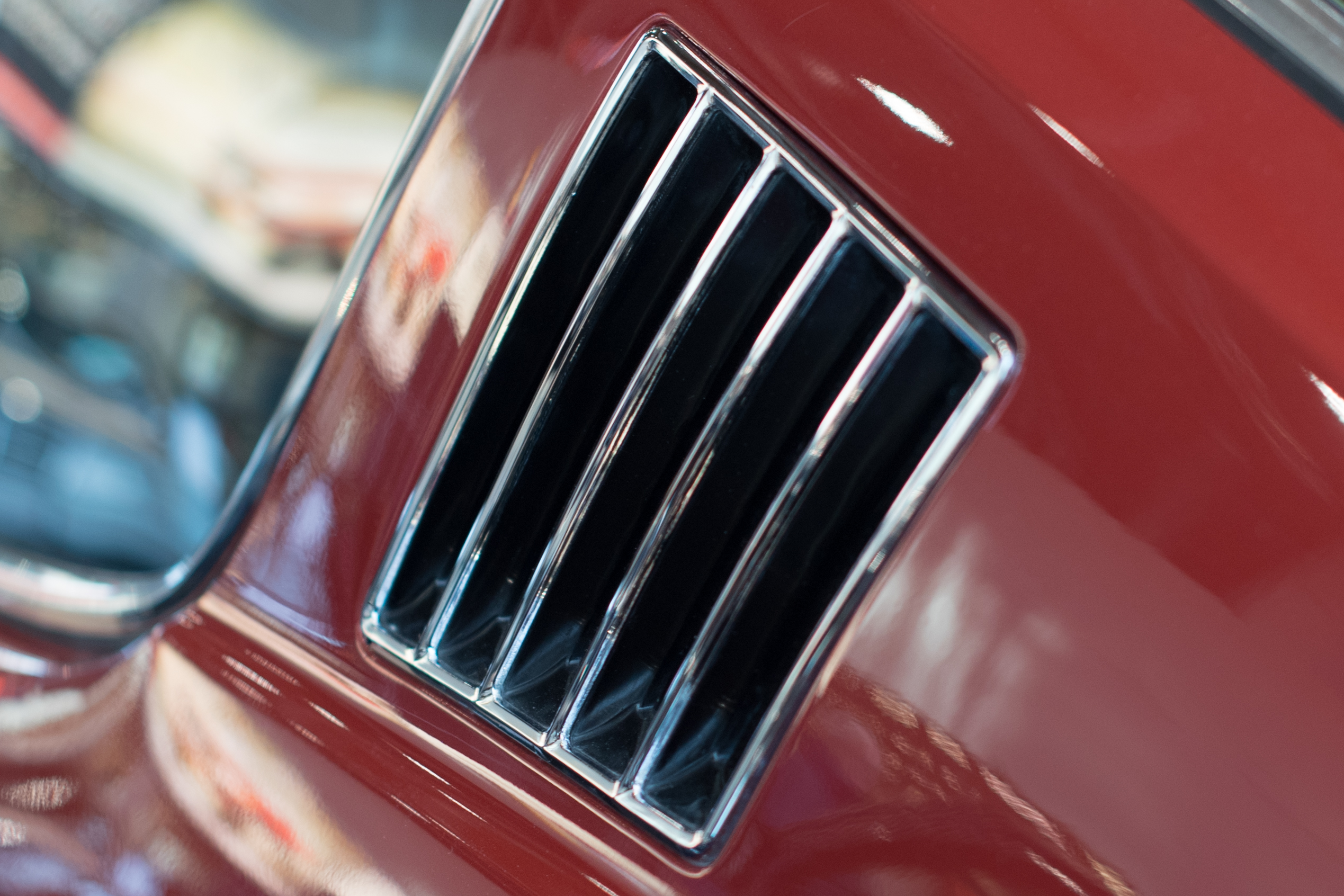
Audi 100 Coupé S (détail)

### Marchés étrangers
En Afrique du Sud, où la 100 était également construite, la 100 était disponible en L, LS, GL et Coupé S. La production locale a commencé fin 1972 ; 33 000 unités ont été construites en Afrique du Sud jusqu'en octobre 1976. La GL a reçu un toit en vinyle et le lettrage GL sur le montant C. Le coupé n'était plus fabriqué. Les LS et GLS étaient des versions spéciales des L et GL, avec peinture argentée, transmission automatique et intérieur rouge spécial. Les L et LS ont un moteur de 1 760 cm3 avec 75 kW (102 PS ; 101 PS) DIN, tandis que les GL et GLS ont le plus gros moteur de 1 871 cm3 avec 84 kW (114 PS ; 113 PS).
Aux États-Unis, l'Audi 100 est apparue en 1970 sous le nom de LS avec un moteur SAE de 1,8 litre développant 115 ch (86 kW) et en option avec deux ou quatre portes. Pour 1972, le moteur a été porté à 1,9 litre, mais la puissance nette du moteur SAE est tombée à 91 ch (68 kW). Il y avait un modèle de base et un modèle GL ainsi qu'une transmission automatique. Pour 1974, la gamme de modèles était à nouveau limitée à la 100 LS, mais avec les pare-chocs de sécurité plus grands. Pour 1975, la puissance a été augmentée à 95 PS (71 kW) en passant à l'injection d'essence. L'équipement standard a été amélioré tandis que les prix ont augmenté. Jusqu'en mai 1977 environ, l'Audi 100 était encore exclusivement produite pour les États-Unis en parallèle de sa successeur. En août 1977, la nouvelle Audi 5000 remplace la 100, bien que 537 véhicules soient encore vendus en 1978. Le coupé n'était pas disponible aux États-Unis.

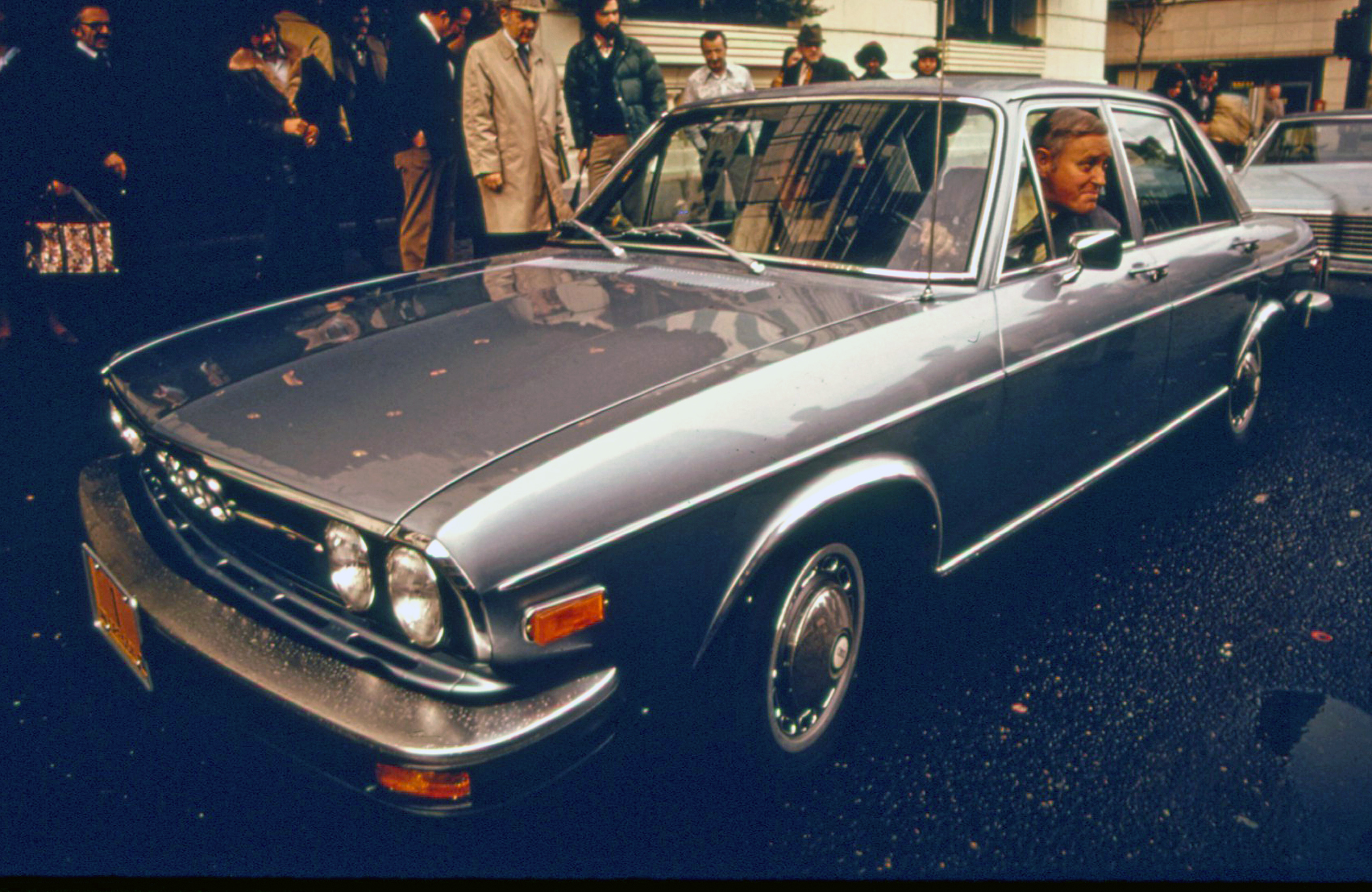
Audi 100, modèle américain (1973–1974)
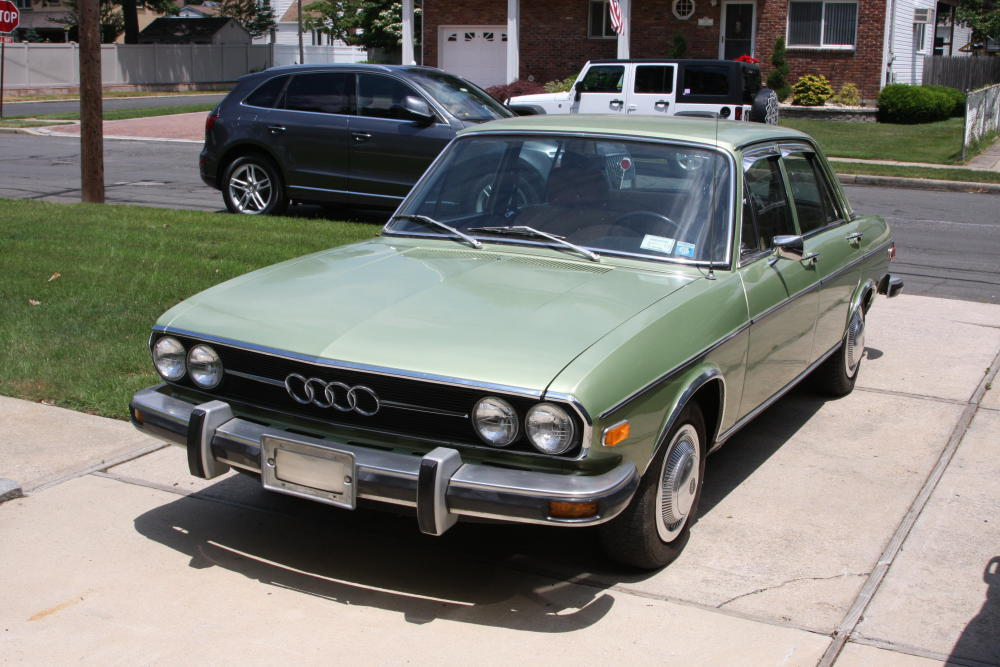
Audi 100, modèle américain (1974–1977)
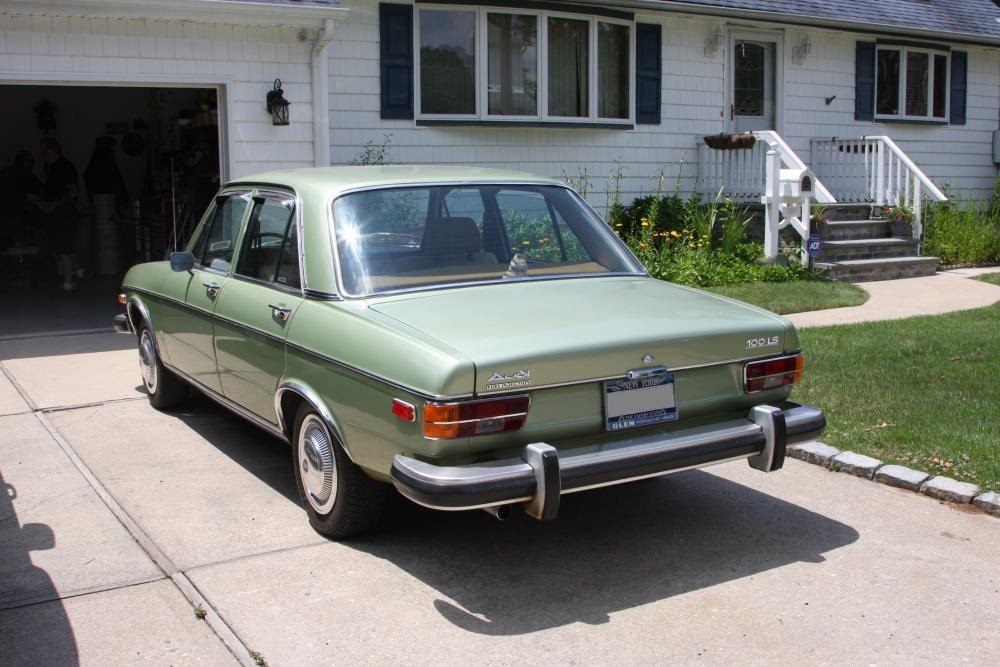
Audi 100, modèle américain (1974–1977), vue arrière

### Voiture électrique d'expérimentation
En 1976, il y avait une flotte de véhicules d'essai pour les véhicules purement électriques appelés EEP (Audi avec RWE et Varta). La 100 (C1) électrique d'expérimentation a été fabriquée pour tester, à cette époque, divers accumulateurs, qui pouvaient être rechargés via un "dispositif de couplage" (prise) près du pare-chocs avant (aux États-Unis) .
Prix catalogue au départ de l'usine en novembre 1973 (voitures deux portes) :
- Audi 100 (85 ch) 11 050 DM (selon le pouvoir d'achat actuel : 16 800 euros)
- Audi 100 LS (100 ch) 11 735 DM (17 800 euros)
- Audi 100 GL (112 ch) 12 700 DM (19 300 euros)
- Audi 100 Coupé S (112 ch) 15 090 DM (22 900 euros)
- Supplément berline quatre portes : 375 DM (600 euros)

## Variantes du modèle
- Audi 100 (1 760 cm3, 80 ch, plus tard 85 ch, un carburateur aspirant)
- Audi 100 S (1 760 cm3, 90 ch, un carburateur à registre descendant, essence super)
- Audi 100 L (à partir d'octobre 1974 : 1 577 cm3, 85 ch, un carburateur Solex 32/35 DIDTA à registre descendant)
- Audi 100 LS (1 760 cm3, 85 ch avec un carburateur Solex 35 PDSIT-5 aspirant, 100 ch avec un carburateur Solex 32/35 TDID à registre descendant; à partir de janvier 1976 : 1 577 cm3, 85 ch, un carburateur Zenith 2 B 2 aspirant)
- Audi 100 GL (à partir d'août 1971 : 1 871 cm3, 112 ch, un carburateur Solex 32/35 TDID à registre descendant, doubles phares)
- Audi 100 Coupé S (1 871 cm3, 115 ch avec deux carburateurs Solex 32/35 TDID à registre descendant, à partir de l'automne 1971 : 112 ch avec un carburateur Solex 32/35 TDID)

### Organismes spéciaux
- Audi 100 LS Cabriolet (Karmann/Osnabrück)
- Audi 100 LS Cabriolet (Karl Deutsch/Cologne)
- Audi 100 Convertible (Crayford Engineering)
- Audi 100 LS Estate Kombi (Crayford Engineering)

## Durée
En utilisant de la tôle recyclée de qualité inférieure, les produits fabriqués par le groupe Volkswagen au milieu des années 1970 se sont ensuite révélés très sensibles à la rouille. Cela était dû à la teneur en cuivre relativement élevée dans le panneau de carrosserie, ce qui entraînait une corrosion intergranulaire.
Au 1er juillet 1991, 8 216 berlines de la première génération de l'Audi 100 étaient encore enregistrées auprès de la Kraftfahrt-Bundesamt.